# Rassemblement de libération
Le Rassemblement de libération (arabe : هيئة التحرير, romanisé :  Hayʾa at-Taḥrīr) fut une organisation politique créée après la révolution égyptienne de 1952 pour organiser le soutien populaire au gouvernement. Formé environ un mois après que tous les autres partis furent interdits, il soutenait le panarabisme, le socialisme arabe et le retrait britannique du canal de Suez. Le Rassemblement a été dissous plus tard dans les années 1950 et remplacé par l'Union nationale.

## Conseil suprême du comité de rédaction
Le conseil était dirigé par le président Gamal Abdel Nasser et composé de Fathi Radwan, Salah Salem, Kamal al-Din Hussein, Anouar el-Sadate, Nour al-Din Tarraf, Cheikh Ahmed Hassan al-Baqouri, Ahmed al-Sharbasi, Ahmed Abdullah Tuaimah et Hussein al-Sayyid Abdel Qader.